# Habenaria jaliscana
Habenaria jaliscana är en orkidéart som beskrevs av Sereno Watson. Habenaria jaliscana ingår i släktet Habenaria och familjen orkidéer. Inga underarter finns listade i Catalogue of Life.